# Дурбский край
Ду́рбский край (латыш. Durbes novads) — бывшая административно-территориальная единица на юго-западе Латвии, в историко-культурной области Курземе. Край состоял из четырёх волостей и города Дурбе. Административным центром края являлось село Лиеги, расположенное в Тадайкской волости. Площадь края — 320,7 км².
Дурбский край граничил с Гробинским, Павилостским, Айзпутским и Приекульским краями.
Край был образован в 1999 году путём объединения города Дурбе с прилегающей сельской территорией и Тадайкской волости. 1 июля 2009 года, при расформировании Лиепайского района, в состав края были включены также Вецпилсская и Дуналкская волости.
1 июля 2021 года в ходе административно-территориальной реформы Латвии 2021 года, Дурбский край был упразднён, а его волости переданы в состав вновь образованного Южно-Курземского края.

## Население
Население на 1 января 2013 года составляло 3264 человек.
Национальный состав населения края по итогам переписи населения Латвии 2011 года распределён таким образом:
| Национальность | Численность, чел. (2011) | %        |
| -------------- | ------------------------ | -------- |
| Латыши         | 2825                     | 92,68 %  |
| Русские        | 63                       | 2,07 %   |
| Белорусы       | 24                       | 0,79 %   |
| Украинцы       | 24                       | 0,79 %   |
| Поляки         | 7                        | 0,23 %   |
| Литовцы        | 90                       | 2,95 %   |
| Другие         | 15                       | 0,49 %   |
| всего          | 3048                     | 100,00 % |

## Территориальное деление
- город Дурбе (латыш. Durbes pilsēta)
- Вецпилсская волость (латыш. Vecpils pagasts), центр — Вецпилс;
- Дуналкская волость (латыш. Dunalkas pagasts), центр — Дуналка;
- Дурбская волость (латыш. Durbes pagasts), центр — Дурбе;
- Тадайкская  волость (латыш. Tadaiķu pagasts), центр — Лиеги.